# Бистрице (Јичин)
Бистрице (чеш. Bystřice) је насељено мјесто са административним статусом сеоске општине (чеш. obec) у округу Јичин, у Краловехрадечком крају, Чешка Република.

## Становништво
Према подацима о броју становника из 2014. године насеље је имало 344 становника.